# Charles Redman
Charles Edgar Redman, född 24 december 1943 i Waukegan, Illinois, är en amerikansk före detta diplomat. 
Han tjänstgjorde som USA:s ambassadör i Sverige mellan 1989 och 1992, och som USA:s ambassadör i Tyskland från 1994 till 1996. 
1996 började han arbeta för det amerikanska företaget Bechtel Group.